# Republik Karelien
Koordinaten: 63° 42′ N, 33° 33′ O
Die Republik Karelien (russisch Республика Карелия Respublika Karelija; karelisch und finnisch Karjala; wepsisch Karjal) ist eine Teilrepublik der Russischen Föderation, in Nordwestrussland gelegen. Die Republik ist Teil des Nordwestlichen Föderationskreises Russlands und erstreckt sich über eine Fläche von 172.400 Quadratkilometern (66.600 Quadratmeilen) mit einer Bevölkerung von 533.121 Einwohnern. Die Hauptstadt der Republik ist Petrosawodsk.
Die moderne Karelische Republik wurde als autonome Republik innerhalb der Russischen SFSR durch den Beschluss des Präsidiums des Allrussischen Zentralen Exekutivkomitees (WZIK) vom 27. Juni 1923 und durch den Erlass des WZIK und des Rates der Volkskommissare gegründet 25. Juli 1923, von der Karelischen Arbeitskommune. Von 1940 bis 1956 war sie als Karelisch-Finnische Sozialistische Sowjetrepublik bekannt, eine der Republiken der Sowjetunion. 1956 wurde es erneut zur autonomen Republik und blieb nach der Auflösung der Sowjetunion 1991 Teil Russlands.
Die Westgrenze Kareliens ist Teil der Grenze zwischen Finnland und Russland. Im Osten grenzt Karelien an die Oblast Archangelsk, im Süden an die Oblaste Wologda und Leningrad, im Norden an die Oblast Murmansk.
Die Staatssprache der Republik ist Russisch. Sprachen, die in der Republik staatliche Unterstützung genießen: Karelisch, Finnisch und Wepsisch (sie sind aufgrund des Fehlens eines auf Kyrillisch basierenden Alphabets nicht die Staatssprachen der Republik).

## Etymologie
„Karelien“ leitet sich vom Namen der ethnischen Gruppe ab – Karelier. Der Name „Karjala“ hat unbekannte Ursprünge, es wird jedoch vermutet, dass er vom protofinnischen Wort karja, was „Herde“ bedeutet, stammen könnte, das vom protogermanischen harjaz („Armee“) entlehnt wurde; die Endung -la bedeutet „Erde“.

## Natur

### Geographie

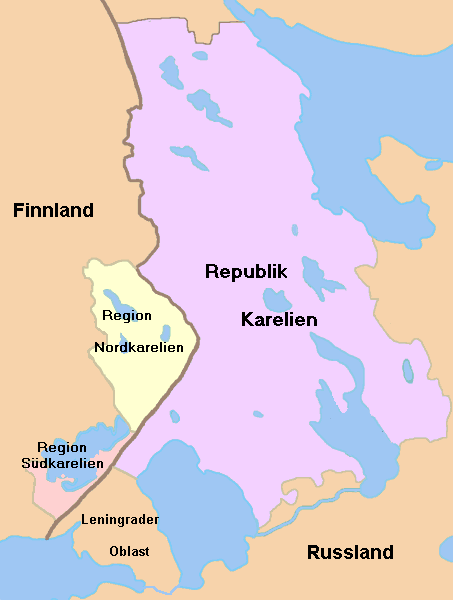
Karte

Die Republik Karelien umfasst den größten Teil der historischen Region Karelien. Im Osten grenzt sie an das Weiße Meer und im Westen auf 723 km an Finnland, insbesondere an die Regionen Südkarelien und Nordkarelien. Die benachbarten Oblasten sind Leningrad und Wologda im Süden, Murmansk im Norden und Archangelsk im Osten.
Die Landschaft stellt eine Fortsetzung der finnischen Seenlandschaft nach Osten dar, weswegen auch zahlreiche Seen im Gebiet liegen. Im Süden befinden sich mit dem Ladogasee und dem Onegasee.
Das Hauptrelief der Republik sind hügelige Ebenen, die im Westen in das Westkarelische Hochland übergehen. Der Rückzug des Gletschers nach Norden veränderte die Topographie Kareliens erheblich – Moränen, Esker, Kames und Sedimentbeckens.
Der höchste Punkt der Republik Karelien ist der Berg Nuorunen mit 577 m NN.

### Zeitzone
Die Republik Karelien liegt in einer Zeitzone, die nach internationalem Standard als UTC+3 bezeichnet wird. Der Offset zur UTC beträgt +3:00.

### Klima
Das karelische Wetter ist wechselhaft. Das Klima ist mild mit reichlich Niederschlägen und variiert in Karelien von Seeklima bis Gemäßigte Klimazone. Der Winter ist schneereich, kühl, aber normalerweise ohne starken Frost; wenn Frost auftritt, dann nur für ein paar Tage. Die Sommer sind kurz und warm, mit viel Niederschlag. Selbst im Juni aber kann es in seltenen Fällen Bodenfrost geben. Hitze tritt in den südlichen Regionen nur zwei bis drei Wochen im Jahr auf, ist aber aufgrund der hohen Luftfeuchtigkeit bereits bei 20 °C spürbar. In den nördlichen Regionen ist Hitze äußerst selten und dauert nur ein paar Tage.
Die durchschnittliche Jahrestemperatur liegt bei 3 °C, wobei der mit −11 °C kälteste Monat der Februar ist. Der wärmste Monat ist mit 17 °C der Juni. Die höchste aufgezeichnete Temperatur in Karelien betrug 35 °C, die tiefste lag bei −44 °C.

### Hydrologie

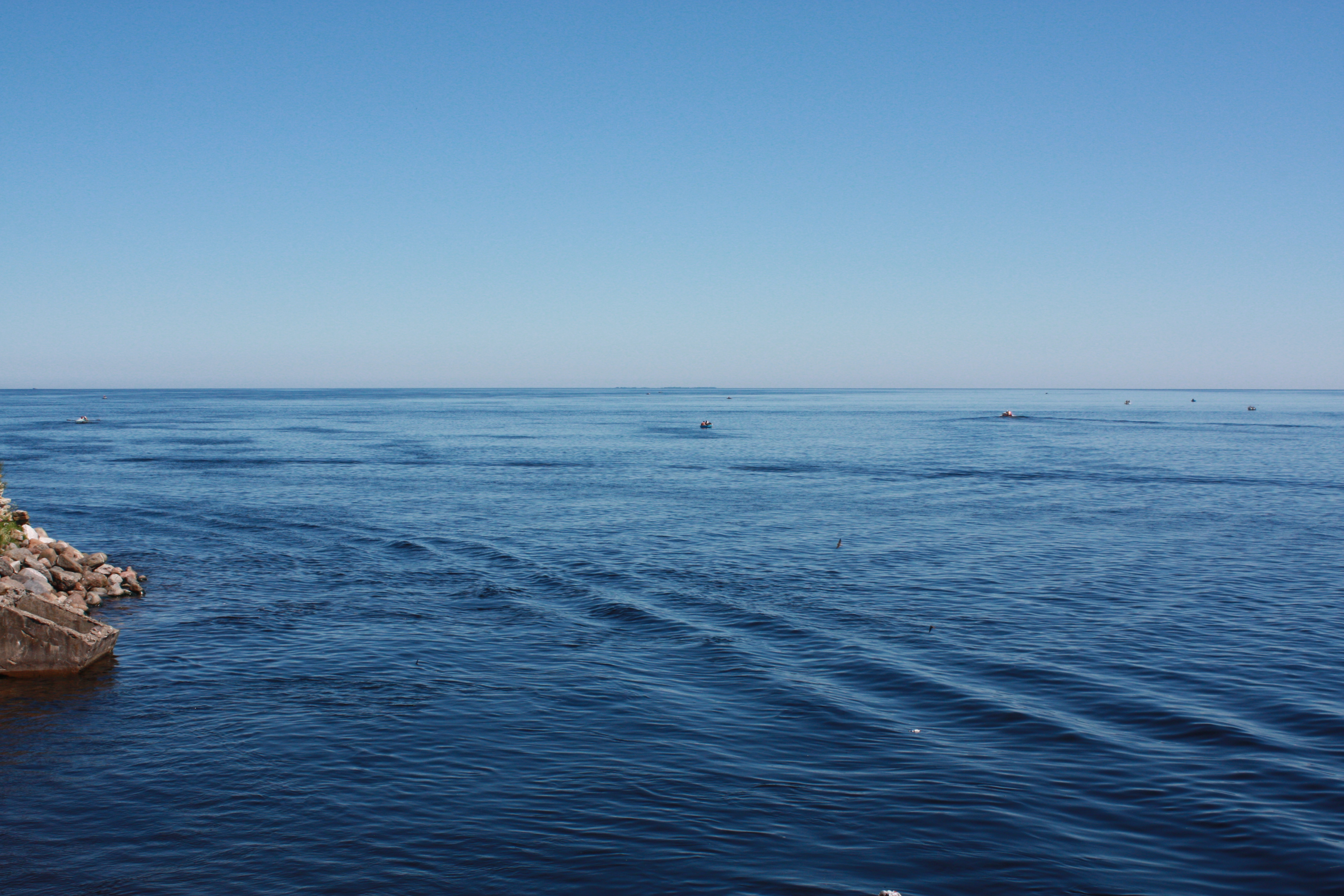
Blick auf den Ladogasee von der Festung Oreshek

In Karelien gibt es etwa 27.000 Flüsse, von denen die größten sind: Wodla (Länge – 149 km), Kem (191 km), Onda (197 km), Unga, Tschirka-Kem (221 km), Kowda, Schuja, Suna mit Wasserfälle Kiwatsch und Vyg.
In der Republik gibt es etwa 60.000 Seen. Zusammen mit den Sümpfen enthalten sie etwa 2000 km³ hochwertiges Süßwasser. Ladogasee und Onegasee sind die größten Seen Europas. Andere große Seen Kareliens: Njuk, Pjaosero, Segosero, Sjamosero, Toposero, Wygosero und Yushkosero. Da das Gebiet Kareliens am Baltischen Schild liegt, haben viele Flüsse Stromschnellen und sind oft von Steinbänken gesäumt.

### Flora und Fauna
Die Fauna Kareliens ist relativ jung, sie entstand nach dem Eiszeitalter. Insgesamt leben auf dem Territorium der Republik 63 Säugetierarten, von denen viele, beispielsweise die Ladoga-Ringelrobbe, das Europäische Gleithörnchen und das Braune Langohr, im Roten Buch aufgeführt sind. An den Flüssen Kareliens können Hütten europäischer und kanadischer Biber auftreten. Der kanadische Biber sowie die Bisamratte und der amerikanische Nerz sind akklimatisierte Vertreter der Fauna Nordamerikas. Auch der Marderhund ist kein einheimischer Bewohner Kareliens, sondern stammt aus dem Fernen Osten. Seit den späten 1960er Jahren tauchten immer mehr Wildschweine auf, und Rehe drangen in die südlichen Regionen ein. Es gibt darüber hinaus Bären, Luchse, Dachse und Wölfe.
In Karelien leben 285 Vogelarten, von denen 36 Arten im Roten Buch Kareliens aufgeführt sind. Die häufigsten Vögel sind Rabenvögel. Es gibt Hochlandwild – Haselhuhn, Birkhuhn, Schneehuhn, Auerhahn. Jedes Frühjahr fliegen Gänse aus warmen Ländern nach Karelien. An Greifvögeln gibt es Eulen, Habichte, Steinadler, Rohrweihen. Außerdem gibt es 40 Paare seltener Seeadler. Unter den Wasservögeln finden sich Enten, Seetaucher, Watvögel, viele Möwen und die größte Taucherente Kareliens – die Eiderente.
Auf dem Territorium der Republik gibt es nur fünf Reptilienarten: Kreuzotter, Ringelnatter, Schleichen, Waldeidechse und Zauneidechse.
Die Vegetation Kareliens entstand vor relativ kurzer Zeit – vor 10.000 – 15.000 Jahren. Im Norden gibt es viele Kiefernwälder, im Süden sowohl Kiefern- als auch Fichtenwälder. Die wichtigsten Nadelbäume sind Waldkiefer und Gemeine Fichte. Weniger verbreitet sind finnische Fichte (am häufigsten im Norden der Republik, obwohl sie in bestimmten Mengen in ganz Karelien verbreitet ist), sibirische Fichte (hauptsächlich im Osten, aber auch in anderen Regionen der Republik, außer ganz im Südwesten), extrem selten – Sibirische Lärche (in Zaonezhye, in den an die Oblast Archangelsk angrenzenden Gebieten). In den Wäldern Kareliens sind kleinblättrige Arten wie Moor-Birke, Hänge-Birke, Espe, Grau-Erle und Weiden weit verbreitet. Hauptsächlich in den südlichen Regionen Kareliens, seltener in den zentralen Regionen, meist in kleinen Gruppen in den Tälern von Flüssen und Bächen, an den Ufern von Seen und an feuchten, sumpfigen Orten kommt Schwarz-Erle vor (seine einzelnen Standorte sind auch in den nördlichen Regionen der Republik), und Winterlinde, Bergulme, Flatterulme und Spitzahorn wachsen hauptsächlich im Unterholz, als einzelne Bäume oder Gruppen in Gebieten mit den fruchtbarsten Böden in Südkarelien.
In Karelien wachsen Preiselbeeren, Heidelbeeren, Moltebeeren, Rauschbeere, Moosbeeren und Himbeeren in großen Mengen. Im Süden der Republik wachsen reichlich Erdbeeren und Johannisbeeren. Wacholder kommt in den Wäldern häufig vor, Vogelkirsche und Sanddorn sind keine Seltenheit. Gelegentlich kommt auch Gewöhnliches Viburnum vor. Auch im äußersten Südwesten der Republik (in der nordwestlichen Ladoga-Region) ist die Hasel sehr selten.

### Wald

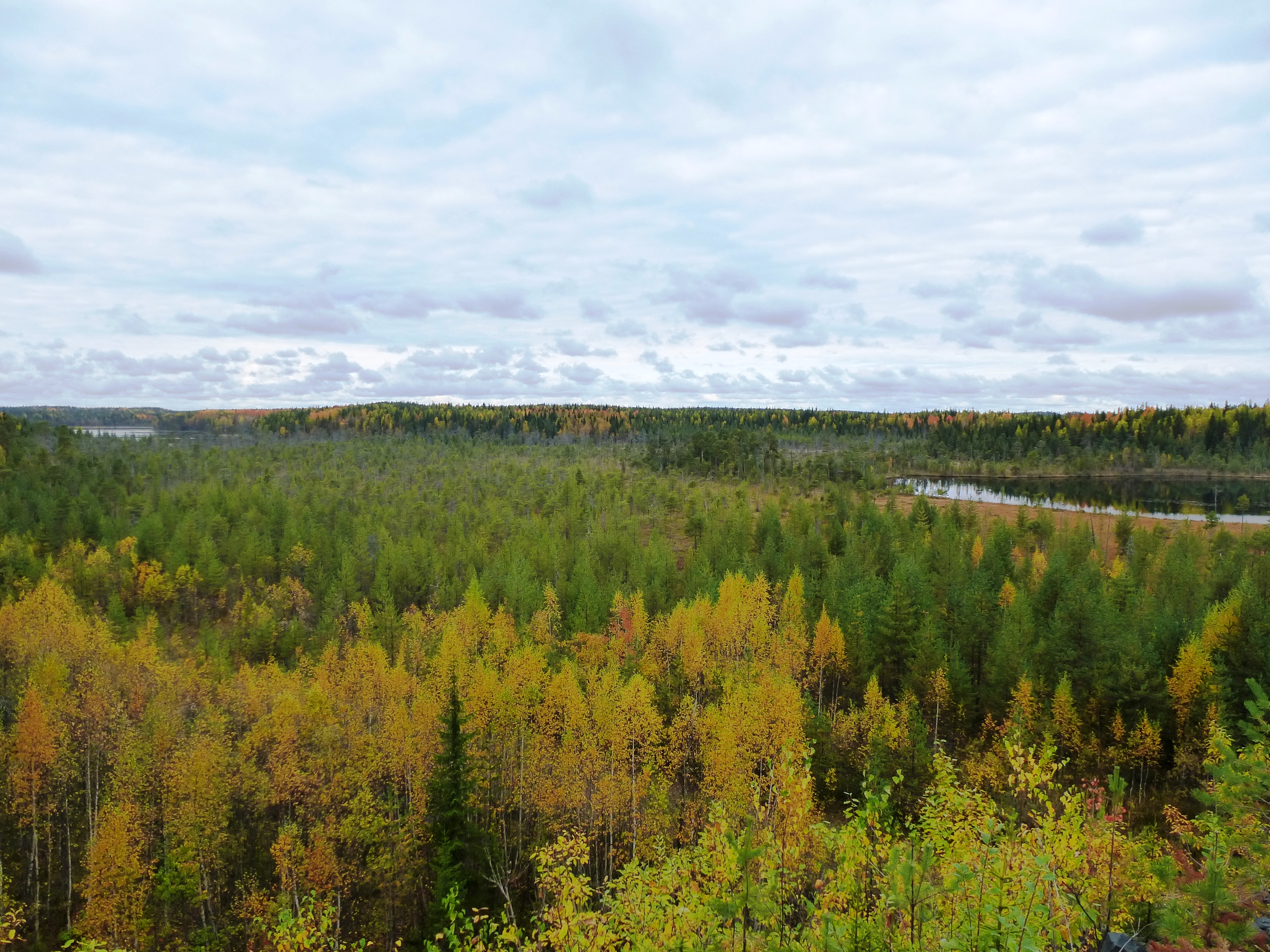
Wald im Bezirk Medvezhyegorsk

Der größte Teil des Territoriums Kareliens (148.000 km² oder 85 %) ist vom staatlichen Forstfonds besetzt. Der Waldfonds der Republik Karelien verfügt über eine Gesamtholzreserve von 945,7 Millionen m³, wovon 826,3 Millionen m³ auf Nadelholzplantagen entfallen.

### Naturschutz

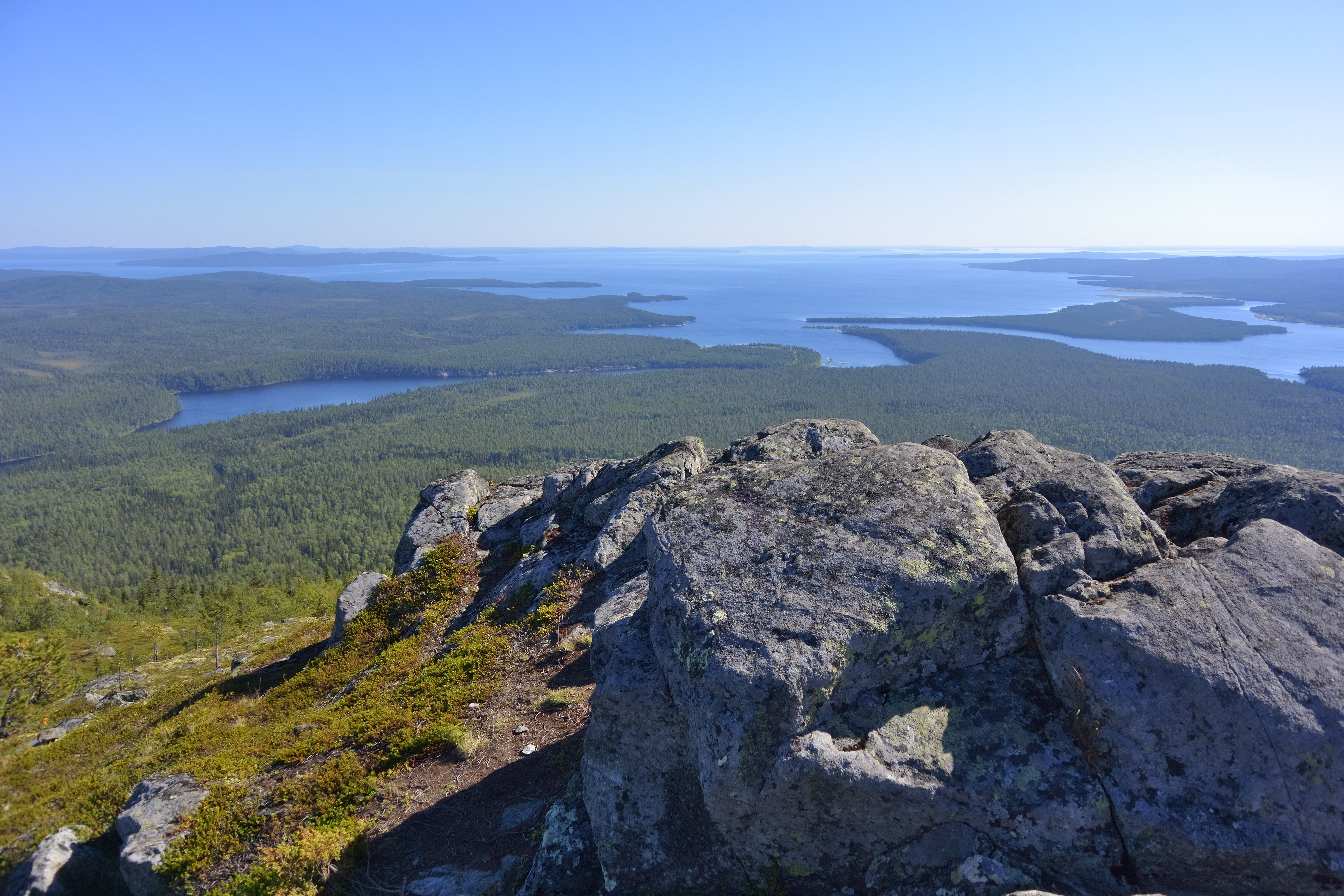
Blick auf Paanajärvi, Berg Kivakka

Derzeit gibt es in Karelien zwei Naturschutzgebiete: „Kivach“ und „Kostomuksha“ sowie den Kem-Ludsky-Abschnitt des Kandalaksha-Naturschutzgebiets. Auf ihrem Territorium sind ökologische Routen angelegt, es gibt Naturmuseen und es wird Wissenschaftstourismus betrieben.
Es gibt auch zwei Museumsreservate: „Valaam“ und „Kischi“.
In der Republik gibt es drei Nationalparks – Wodloserski (teilweise in der Oblast Archangelsk gelegen), Paanajärvi und Kalewalski.
Der Kalewalski liegt an der finnischen Grenze und ist mit einer Größe von 74.400 Hektar dreimal so groß wie der Nationalpark Bayerischer Wald. Das Waldgebiet gehört zu den wenigen noch intakten Urwäldern Europas. Bis 1996 bezogen die finnischen Papierkonzerne Enso (heute Stora Enso) und UPM-Kymmene Rohholz aus dem Kalewalski-Urwald, das in Finnland zu Zellstoff und Papier auch für den deutschen Markt verarbeitet wurde.
Nach einer Greenpeace-Kampagne zum Schutz der Urwälder Kareliens beendeten die beiden Unternehmen den Holzeinschlag im Gebiet des heutigen neuen Nationalparkes und unterzeichneten ein Einschlagsmoratorium für die Urwälder an der Grenze. Das Gebiet des neuen Nationalparks hat große Bedeutung für den Erhalt der Artenvielfalt im Norden Europas: sowohl große Säugetiere wie Braunbären, Wölfe und Luchse, aber auch gefährdete Vogelarten wie Dreizehenspecht und Uhu sind auf die letzten unberührten Wälder zum Überleben angewiesen.

## Bevölkerung
Nach der Volkszählung im Jahr 2002 hat die Republik Karelien rund 716.000 Einwohner. Davon leben 75 % (537.000 Einwohner) in Städten und 25 % (179.000 Einwohner) auf dem Land, 37 % der Einwohner leben in der Hauptstadt Petrosawodsk. Die Bevölkerungsdichte beträgt 4 Einwohner pro Quadratkilometer. Das Durchschnittsalter der Bevölkerung beträgt 37,1 Jahre. Die Anzahl der arbeitsfähigen Personen beträgt 450.000. Die Zahl der Personen, welche das arbeitsfähige Alter überschritten haben, beträgt 137.000.
Bevölkerungsentwicklung:
Das Gebiet wurde ursprünglich von finno-ugrischen bzw. finnisch-permischen Völkern besiedelt. Ihre Nachfahren sind die Karelier, Finnen und Wepsen. Bereits im Mittelalter kam die Region teilweise, ab 1721/43 dann vollständig unter die Herrschaft Russlands. Dennoch blieben die russischen Siedler in weiten Gebieten bis hinein in die Stalinzeit eine Minderheit. Dann setzte bis zum Ende der Sowjetunion eine massive Zuwanderung vorwiegend slawischer Prägung ein, während gleichzeitig viele Karelier nach Finnland abwanderten. Die einheimischen Volksgruppen wurden zu kleinen Minderheiten. 1926 gab es 155.643 Slawen (Russen, Weißrussen, Ukrainer und Polen) in Karelien; 1989 betrug ihre Zahl 669.420 Personen. Dies entspricht 57,7 % und 84,7 % der Gesamtbevölkerung. Nach Ende der Sowjetunion kam es zu einer starken Bevölkerungsabnahme (1989–2021: − 257.029 Personen oder 32,5 %). Viele Weißrussen, Ukrainer und Finnen sind in ihre Mutterländer zurück-/ausgewandert. Der Rest wird immer stärker russifiziert. Dies gilt auch für die Titularnation der Karelier und die Wepsen.
Seit den 1980er-Jahren ist Russisch die einzige Amtssprache. Karelisch, Wepsisch und Finnisch sind sogenannte Nationalsprachen. Bis auf die Finnen (Lutheraner) sind alle großen Volksgruppen traditionell Anhänger der Russisch-Orthodoxen Kirche. Allerdings können über die religiösen Verhältnisse keine verlässlichen Angaben gemacht werden.
| Volksgruppe | VZ 1926 | VZ 1926 | VZ 1939 | VZ 1939 | VZ 1959 | VZ 1959 | VZ 1970 | VZ 1970 | VZ 1979 | VZ 1979 | VZ 1989 | VZ 1989 | VZ 2002 | VZ 2002 | VZ 2010 1 | VZ 2010 1 | VZ 2021 2 | VZ 2021 2 |
| Volksgruppe | Anzahl  | %       | Anzahl  | %       | Anzahl  | %       | Anzahl  | %       | Anzahl  | %       | Anzahl  | %       | Anzahl  | %       | Anzahl    | %         | Anzahl    | %         |
| --- | ------- | ------- | ------- | ------- | ------- | ------- | ------- | ------- | ------- | ------- | ------- | ------- | ------- | ------- | --------- | --------- | --------- | --------- |
| Karelier | 100.781 | 37,4 %  | 108.571 | 23,2 %  | 85.473  | 13,0 %  | 84.180  | 11,8 %  | 81.274  | 11,1 %  | 78.928  | 10,0 %  | 65.651  | 9,2 %   | 45.570    | 7,1 %     | 25.901    | 5,5 %     |
| Russen | 153.967 | 57,2 %  | 296.529 | 63,2 %  | 412.773 | 62,7 %  | 486.198 | 68,1 %  | 522.230 | 71,3 %  | 581.571 | 73,6 %  | 548.941 | 76,6 %  | 507.654   | 78,9 %    | 407.469   | 86,4 %    |
| Weißrussen | 555     | 0,2 %   | 4.263   | 0,9 %   | 71.900  | 10,9 %  | 66.410  | 9,3 %   | 59.394  | 8,1 %   | 55.530  | 7,0 %   | 37.681  | 5,3 %   | 23.345    | 3,6 %     | 9.372     | 2,0 %     |
| Ukrainer | 708     | 0,3 %   | 21.112  | 4,5 %   | 23.569  | 3,6 %   | 27.440  | 3,8 %   | 23.765  | 3,2 %   | 28.242  | 3,6 %   | 19.248  | 2,7 %   | 12.677    | 2,0 %     | 5.579     | 1,2 %     |
| Finnen | 2.327   | 0,9 %   | 8.322   | 1,8 %   | 27.829  | 4,2 %   | 22.174  | 3,1 %   | 20.099  | 2,7 %   | 18.420  | 2,3 %   | 14.156  | 2,0 %   | 8.577     | 1,3 %     | 3.397     | 0,7 %     |
| Wepsen | 8.587   | 3,2 %   | 9.388   | 2,0 %   | 7.179   | 1,1 %   | 6.323   | 0,9 %   | 5.864   | 0,8 %   | 5.954   | 0,8 %   | 4.870   | 0,7 %   | 3.423     | 0,5 %     | 2.471     | 0,5 %     |
| Andere | 2.809   | 1,0 %   | 20.713  | 4,4 %   | 22.623  | 3,5 %   | 20.726  | 2,9 %   | 19.567  | 2,7 %   | 21.505  | 2,7 %   | 25.734  | 3,6 %   | 42.302    | 6,6 %     | 17.434    | 3,7 %     |
| Einwohner | 269.734 | 100 %   | 468.898 | 100 %   | 651.346 | 100 %   | 713.451 | 100 %   | 732.193 | 100 %   | 790.150 | 100 %   | 716.281 | 100 %   | 643.548   | 100 %     | 533.121   | 100 %     |
| 1 25.880 Personen konnten keiner Volksgruppe zugeteilt werden. Diese Personen verteilen sich vermutlich anteilmäßig gleich wie die ethnisch zugeordneten Einwohner. 2 61.498 Personen konnten keiner Volksgruppe zugeteilt werden. Diese Leute verteilen sich vermutlich anteilmäßig gleich wie die ethnisch zugeschiedenen Einwohner. |         |         |         |         |         |         |         |         |         |         |         |         |         |         |           |           |           |           |

## Religion
Die Mehrheit der Gläubigen in Karelien sind hauptsächlich Christen: Orthodoxe, Lutheraner und Katholiken. Die Mehrheit der Republik bekennt sich zum russisch-orthodoxen Glauben; sowohl die große russische wie auch die zweitgrößte karelische Volksgruppe.
Die Lutheraner Kareliens sind aufgeteilt in die Evangelisch-Lutherische Kirche des Ingermanlandes in Russland und die Karelische Lutherische Kirchе.
Katholiken haben eine Pfarrei Unserer Lieben Frau von der Immerwährenden Hilfe in der Hauptstadt Petrosawodsk. Sie gehört zum Erzbistum Mutter Gottes von Moskau.
Karelien ist die historische Heimat der Altorthodoxen Pomorischen Kirche. Die altgläubige pommersche Gemeinde „Vygoretskaya-Kloster“ unserer Zeit wurde 1997 in Powenez registriert.
Im Jahr 1997 wurde auch die jüdische Religionsgemeinschaft Petrosawodsk registriert.
Im Jahr 2001 wurde in Karelien die islamische Organisation Spirituelle Verwaltung der Muslime der Republik Karelien registriert.

## Geschichte

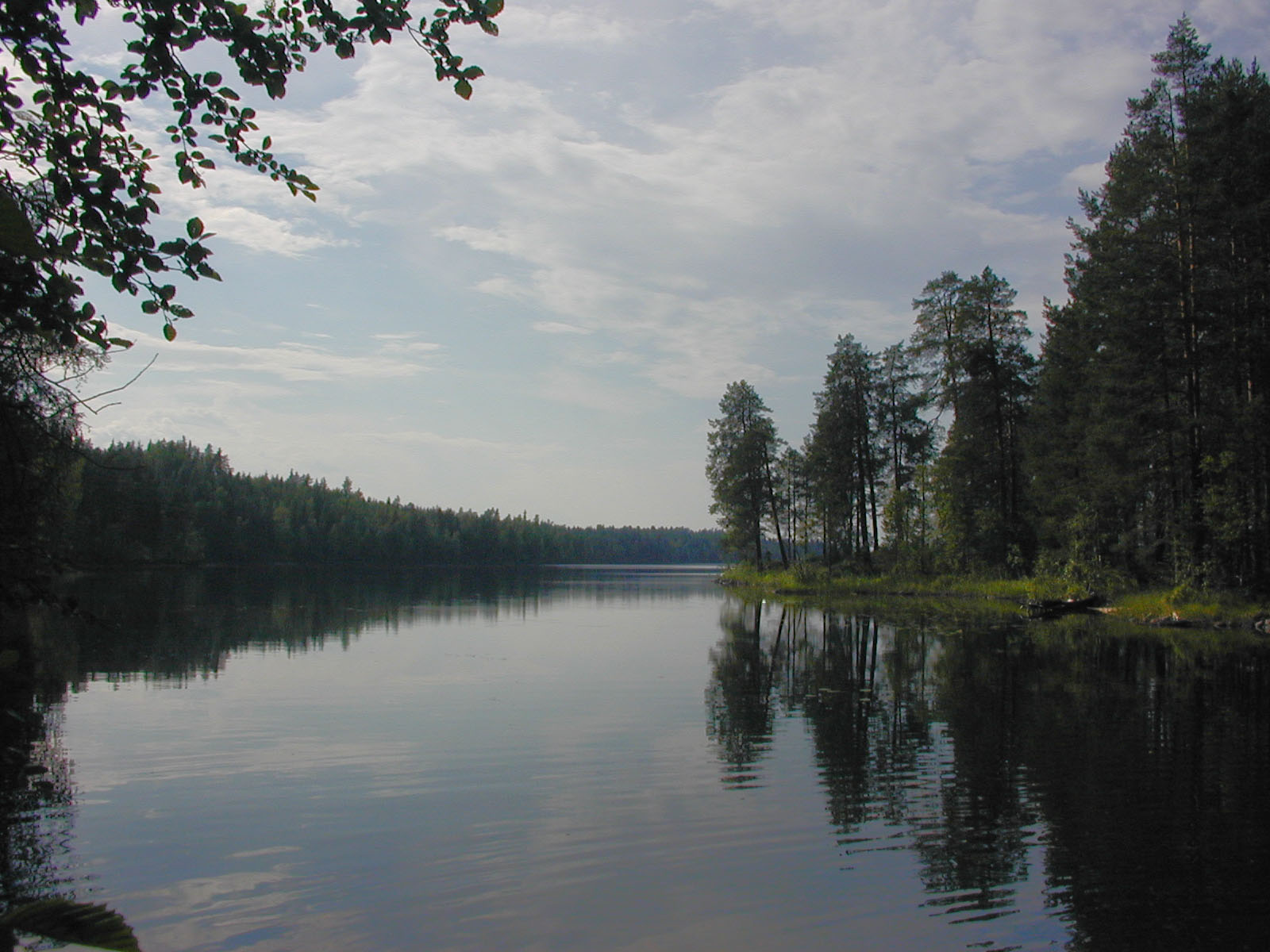
Der Odjurskoje-See

Briefmarken der Aufständischen in Uhtua, in Gebrauch vom 31. Januar bis zum 18. Februar 1922

Die heutige Republik Karelien umfasst heute das historische Gebiet Ostkarelien sowie einen kleineren Teil von Westkarelien. Als eigenständige politische Verwaltungseinheit entstand das heutige Karelien erst 1923, als Teil der Sowjetunion.
Ostkarelien im Gebiet am Weißen Meer und am Onega-See stand schon längere Zeit unter russisch-orthodoxem Einfluss. Die dortige Bevölkerung war zwar mehrheitlich finnisch- bzw. karelischsprachig, politisch aber nie ein Teil Finnlands oder Schwedens. Im 18. Jahrhundert eroberte Russland einen großen Teil Westkareliens von Schweden, das sogenannte Altfinnland. Nach einem neuerlichen Krieg mit Schweden erlangte es 1808 auch die Kontrolle über das gesamte heutige Finnland. Als Zugeständnis an die Bevölkerung und den finnisch-schwedischen Adel vereinigte Russland Altfinnland sowie seine neu gewonnenen finnischen Besitzungen zum Großfürstentum Finnland, einem Teilstaat des Russischen Reichs mit relativ großer Autonomie. Trotz der mehrheitlich finnisch-karelischen Bevölkerung wurde Ostkarelien nicht Teil des Großfürstentums Finnland; es gehörte größtenteils zum russischen Gouvernement Olonez, ein kleinerer Teil des Gebiets lag im Gouvernement Archangelsk.
Mit der russischen Herrschaft kamen auch viele russische Siedler ins Land. Bereits bei der russischen Volkszählung von 1897 war die finnisch-karelische Bevölkerung in einigen Teilen der heutigen Republik Karelien in der Minderheit. Ihr Bevölkerungsanteil schwankte von Bezirk (Ujesd) zu Bezirk teils deutlich:
- 32,8 % im Ujesd Petrosawodsk (Gouvernement Olonez)[20]
- 50,4 % im Ujesd Powenez (Gouvernement Olonez)[21]
- 54,8 % im Ujesd Kem (Gouvernement Archangelsk)[22]
- 72,8 % im Ujesd Olonez (Gouvernement Olonez)[23]

Nach der finnischen Unabhängigkeit 1917 wurde Westkarelien Teil des neugegründeten Staats Finnland. Ostkarelien verblieb hingegen bei Russland bzw. der Sowjetunion. In Finnland hatte sich inzwischen die Großfinnland-Bewegung formiert, die den Anschluss Ostkareliens an Finnland forderte. 1918 und ein weiteres Mal 1919 griffen Verbände finnischer Nationalisten zweimal in Ostkarelien an und stießen zeitweise weit in sowjetisches Gebiet vor. Ab November 1921 kam es zu einem Aufstand ostkarelischer Separatisten, die erneut von Verbänden finnischen Nationalisten verstärkt und von der finnischen Regierung nun auch zumindest passiv unterstützt wurden. Nach anfänglichen Erfolgen wurde der Aufstand im März 1922 niedergeschlagen.
Am 25. Juli 1923 wurde auf dem Gebiet der Sowjetunion die Karelische Autonome Sozialistische Sowjetrepublik (ASSR) unter Edvard Gylling geformt, der am 30. November 1881 in Kuopio geboren war und der auf Seiten der Roten im finnischen Bürgerkrieg gekämpft hatte. Finnisch wurde neben Russisch Amtssprache und es wurden zahlreiche Autonomierechte eingeführt.
Nach der Niederlage der ostkarelischen Separatisten waren tausende Karelier nach Finnland geflüchtet. Andererseits retteten sich viele der „Roten“ nach Ostkarelien und folgten einem utopischen Sozialismus, der gerade in Karelien viele Menschen begeisterte und sogar manchen der nach Amerika und Kanada ausgewanderten Finnen zur Rückkehr bewegte. Sie gründeten utopische Kolonien (später Kolchosen), von denen Säde in Olonec (Aunus) und Hiilisuo bei Petrosawodsk sehr bekannt wurden, später jedoch an inneren Streitigkeiten scheiterten. Auch der Worpsweder Maler und Architekt Heinrich Vogeler bereiste von 1925 bis 1936 mehrmals Karelien und fertigte politisch motivierte Aquarelle und Zeichnungen an, die zum Teil im Staatlichen Karelischen Landeskundemuseum in Petrosawodsk zu sehen sind.
Die „Selbständigkeit“ in der Republik Karelien (ASSR) unter Gylling war in den 1920er und 1930er Jahren noch recht weitgehend. Finnisch wurde an den Schulen in den überwiegend karelisch geprägten Orten gelehrt und gesprochen. Gyllings Verhalten war durchaus finnisch geprägt und führte in den Schreckensjahren unter dem Vorwurf des Nationalismus 1935 zur Absetzung und schließlich zu seiner geheimen Exekution, vermutlich 1938. Auch der bei weitem größte Teil der nach Karelien emigrierten Finnen und auch die Rückwanderer aus Amerika überlebten diese Jahre nicht. Zwischen 1926 und 1939 fiel der Anteil der Karelier in Karelien von 37,6 % auf 23,2 %.
Mit der zunehmenden Repression während des Großen Terrors wurde auch der Finnisch-Unterricht in den karelisch sprechenden Gebieten (Dörfern) verboten und erst mit der inszenierten Einsetzung von Otto Wille Kuusinen wieder eingeführt, allerdings nur bis 1956. Seither wird an den Schulen in Karelien kein Finnisch mehr unterrichtet, wodurch es zu einem deutlichen Rückgang der Sprache – auch unter der ethnisch karelischen Bevölkerung – kam. Zwischen 1941 und 1944 besetzte Finnland Teile Ostkareliens, mit den abziehenden finnischen Truppen flohen 1944 noch einmal tausende Karelier nach Finnland. 
 Beim sowjetischen Zensus von 1959 gaben in Karelien noch 17,2 % der Bevölkerung Karelisch bzw. Finnisch als Nationalität an. Die Assimilation der Karelier an die russische Mehrheit setzt sich seitdem fort, Angebote Finnlands, in entsprechenden Gebieten finnische Lehrer einzusetzen, konnten bislang nicht umgesetzt werden.
Von ein paar folkloristischen Einrichtungen abgesehen, gibt es bei einem Anteil von 10 % der Karelier an der Gesamtbevölkerung kaum noch „karelische“ Inhalte in der Politik. Man muss davon ausgehen, dass es zum Schwinden der karelischen Ethnie kommt.
Nach den finnisch-russischen Auseinandersetzungen im Zweiten Weltkrieg (Winterkrieg, Fortsetzungskrieg) fielen Teile Finnlands an Sowjet-Karelien, das Gebiet um die Stadt Wyborg kam jedoch zur Oblast Leningrad. Ab März 1940 war die vormalige ASSR als Karelo-Finnische SSR eine eigenständige Teilrepublik der Sowjetunion; am 16. Juli 1956 wurde sie wieder der Russischen SFSR eingegliedert.
Nach der Auflösung der Sowjetunion 1991 wurde Karelien eine Republik innerhalb der Russischen Föderation. Republikoberhaupt seit Februar 2017 ist Artur Parfentschikow, Vorsitzender der Gesetzgebenden Versammlung ist seit Oktober 2021 Elissan Schandalowitsch.

## Wappen
Das goldgebordete Wappen ist zweimal geteilt und hat die Landesfarben Rot, Blau und Grün. Ein schwarzer rotbewehrter Bär steht im Schild. Über dem Schild befindet sich ein schwebendes goldenes gemeines Kreuz mit dreieckigen Einschnitten an den Kreuzarmen und einem mittigen schräggestellten quadratischen Durchbruch. Der Schildbord läuft beidseitig in einem stilisierten Ast aus, der über den Schild reicht und auf der rechten Seite gestürzt ist.

## Wirtschaft und Verkehr
Karelien wird vor allem durch die Murmanbahn erschlossen, die Sankt Petersburg mit Murmansk über Petrosawodsk verbindet. Von Bedeutung ist der Eisenerzabbau und die Forstwirtschaft, die von finnischen und schwedischen Konzernen (z. B. Ikea) bestimmt wird und kaum Arbeitsplätze für die einheimische Bevölkerung bereithält.
Die Landwirtschaft ist weitgehend zusammengebrochen, die alten Felder und Wiesen verbuschen, die Dörfer sind über Schotterpisten schlecht erreichbar.

## Verwaltungsgliederung und Städte
Die Republik Karelien gliedert sich in 22 Rajons und zwei Stadtkreise. Nach Einwohnerzahl folgen der Haupt- und einzigen Großstadt Petrosawodsk mit großem Abstand die Städte Kondopoga, Segescha und Kostomukscha. Insgesamt gibt es in der Republik 13 Städte und elf Siedlungen städtischen Typs.
| Name            | Russisch      | Karelisch  | Einwohner (14. Oktober 2010) |
| --------------- | ------------- | ---------- | ---------------------------- |
| Petrosawodsk    | Петрозаводск  | Petroskoi  | 261.987                      |
| Kondopoga       | Кондопога     | Kondupohju | 032.987                      |
| Segescha        | Сегежа        | Segeža     | 029.631                      |
| Kostomukscha    | Костомукша    | Koštamuš   | 028.436                      |
| Sortawala       | Сортавала     | Sortavala  | 019.235                      |
| Medweschjegorsk | Медвежьегорск | Karhumägi  | 015.533                      |